# Мыш, Дмитрий Владимирович
Дми́трий Влади́мирович Мыш (14 апреля 1902, Томск, Российская империя – 1 июня 1961, Новосибирск, РСФСР) — советский врач, хирург, кандидат медицинских наук, доцент, директор Иркутского государственного медицинского института (1946–1951).

## Биография
Родился в 1902 году в городе Томск, Российская империя. Отец - врач, профессор Томского университета, действительный член Академии медицинских наук СССР, Заслуженный деятель науки РСФСР Владимир Михайлович Мыш (1873-1947).
После учёбы в 1-й Губернской Томской гимназии поступил в Томский университет на медицинский факультет, который окончил в 1925 году. Будучи студентом работал братом милосердия в Томском физиотерапевтическом институте. 
Получив диплом, остался в университете в качестве ординатора при хирургической факультетской клинике на три года. 
В 1928 году назначен заведующим хирургическим отделением больницы в посёлке Анжеро-Судженском (с 1931 года  город Анжеро-Судженск, ныне в составе Кемеровской области-Кузбасса), где он организовал научное медицинское общество. В 1933 году переехал в Новосибирск, где приступил к обязанностям ассистента хирургической клиники Государственного института для усовершенствования врачей (ГИДУВ), трудился в этой должности до 1938 года.
В 1936 году стал организатором первого онкологического отделения в Новосибирске. В 1938 году назначен заведующим Новосибирской онкологической поликлиникой. 
В 1937 году защитил диссертацию на соискание учёной степени кандидата медицинских наук, через год ему было присвоено звание доцента.
В годы Великой Отечественной войны мобилизован военным врачом в Красную армию. На фронте был консультантом и хирургом госпиталей Волховского, Ленинградского и Белорусского фронтов. Военный врач 2-го ранга. Награждён Орденами Красной Звезды (1944), Отечественной войны II степени (1944) и медалями..
В 1946 году после демобилизации назначен директором Иркутского государственного медицинского института, возглавлял вуз до 1951 года. Затем по состоянию здоровья был переведен на должность доцента Новосибирского государственного медицинского института.
С 1951 по 1953 год работал деканом старших курсов Новосибирского мединститута. С 1956 года по совместительству руководил онкологическим отделением
Новосибирской областной клинической больницы.
Умер в 1961 году в Новосибирске. Похоронен на Заельцовском кладбище (квартал 38).